# Helga Larsen
Pour les articles homonymes, voir Larsen.
Helga Larsen, née Petersen le 21 avril 1884 à Copenhague (Danemark) et morte le 13 décembre 1947 dans la même ville, est une femme politique danoise. Membre du Parti social-démocrate, elle est députée entre 1918 et 1937, faisant partie des premières femmes parlementaires de l'histoire du pays,.

## Biographie
Helga Petersen est la fille de Marie Sofie Petersen (1869-1920), qui travaille dans une brasserie et tente de créer une branche syndicale au sein de son entreprise. Élevée dans un foyer pauvre, dès l'âge de neuf ans Helga Petersen doit travailler après l'école six heures par jour.
Incapable de mener une scolarité classique, elle suit les traces de sa mère en devenant ouvrière dans une brasserie. De 1903 à 1906, elle est trésorière du Syndicat des travailleuses des brasseries (Kvindelige Bryggeriarbejderforbund) nouvellement fondé à Copenhague, lui offrant ainsi une expérience dans la gestion syndicale. En 1907, elle épouse Christian Larsen (1879-1920), employé par l'autorité des tramways.
L'année suivante, ses collègues l'invitent à présider le syndicat. Elle rejoint ensuite le conseil d'administration du Syndicat national des brasseurs, distillateurs et travailleurs de l'eau minérale (Dansk Bryggeri-, Brænderio- og Mineralvandsarbejderforbund), poste qu'elle conserve jusqu'en 1927, date à laquelle elle doit démissionner en raison d'un malentendu concernant un prêt. De 1913 à 1944, elle est membre du conseil municipal de Copenhague pour les sociaux-démocrates, puis membre du conseil local de 1944 à 1946. Elle s'investit pour le développement de la garde d'enfants et de logements pour les pauvres.
Lors des élections législatives de 1918, alors qu'elle est candidate à Copenhague pour les sociaux-démocrates, Helga Larsen devient l'une des quatre premières femmes élues au Folketing. Les autres sont Elna Munch (Parti social-libéral, Copenhague), Mathilde Malling Hauschultz (Parti populaire conservateur, Copenhague) et Karen Ankersted (Parti populaire conservateur, Aarhus). Helga Larsen est la première femme ouvrière membre du Rigsdag et, jusqu'en 1936, la seule femme représentant les sociaux-démocrates. Elle lutte pour de meilleures conditions de vie pour les familles qui travaillent, en particulier pour les mères célibataires et leurs enfants.
Elle meurt à Copenhague en 1947.